# Samuel Short
Samuel Short, född 17 september 2003, är en australisk simmare.

## Karriär
Vid VM 2022 ingick Short i det australiska laget som tog silver på 4 x 200 meter. Vid VM 2023 tog han guld på 400 meter frisim, silver på 800 meter frisim och brons på 1 500 frisim.